# Sagittarius (zespół muzyczny)
Sagittarius – polski zespół blues-rockowy założony w 1977 roku w Nowej Dębie.

## Historia
W skład grupy w latach 1977–1979 wchodzili: Mirosław Jeżyk, Jerzy Lubera, Wiesław Widz, Wojciech Jasiński i Mariusz Moskalewicz. Sagittarius grał wówczas progresywnego rocka w stylu Genesis i Yes.
W 1981 roku zespół zaistniał w zmienionym składzie pod wodzą Roberta Lubery, grając muzykę blues-rockową. Został laureatem Ogólnopolskiego Młodzieżowego Konkursu Piosenki „OMPP” we Wrocławiu 84/85. Dzięki temu wystąpił w roli laureata „Złotej Dziesiątki” na Festiwalu w Opolu w koncercie „Debiuty” 1985. Sagittarius był także uczestnikiem Festiwalu w Jarocinie (występ nagrany przez radiową „Trójkę”), Blues TOP Sopot, Jesień z Bluesem, FAMA, Rawa Blues oraz Muzycznego Campingu w Brodnicy.
Utwory „Deszczowy blues” i „Stary jeep” często gościły na antenie krajowych stacji radiowych, a także znalazły się na pierwszym miejscu listy przebojów Uniwersytetu Columbia w USA.
W latach 80. XX wieku Sagittarius występował na wielu koncertach w kraju i poza jego granicami. Akompaniował podczas trasy koncertowej Tadeuszowi Nalepie.
Od 2011 roku zespół ponownie wznowił działalność w składzie: Robert Lubera, Andrzej Paprot, Andrzej Kosiorowski i Mariusz Moskalewicz.

## Skład
Podstawowy skład
- Robert Lubera – śpiew, gitara, harmonijka ustna
- Andrzej Paprot – gitara (od 1983)
- Andrzej Kosiorowski – gitara basowa (1981–1985, od 2011)
- Andrzej Barnaś – gitara basowa (1986–1989)
- Mariusz Moskalewicz – perkusja

Pozostali muzycy
- Elżbieta Koralewicz – śpiew (1987–1989)

## Dyskografia
- Deszczowy Blues (2012, Bum-Bum, CD/DVD)[3]
- 30 (EP) (2015, Bum-Bum, CD)[4]
- Sagittarius (2016, Bum-Bum, CD)

## Teledyski
- 2013 Boczny tor[5]
- 2016 To moje miasto[6]